# Maria Angélica Gonçalves da Silva
Maria Angélica Gonçalves da Silva, detta Branca (Osvaldo Cruz, 10 gennaio 1966), è un'ex cestista brasiliana.
È la sorella di Maria Paula Gonçalves da Silva.

## Carriera
Con il Brasile ha disputato i Giochi olimpici di Atlanta 1996, due edizioni dei Campionati mondiali (1983, 1998) e due dei Campionati americani (1989, 1997).